# Igreja Presbiteriana na Coreia (BaekSeok)
A Igreja Presbiteriana na Coreia (BaekSeok) - em coreano 대한 예수교 장로회 (백석) - é a terceira maior denominação presbiteriana na Coreia do Sul. Foi formada em 1980, por um grupo dissidente da Igreja Presbiteriana na Coreia (HapDong). É conhecida pela operação de instituições educacionais na Coreia do Sul.

## História

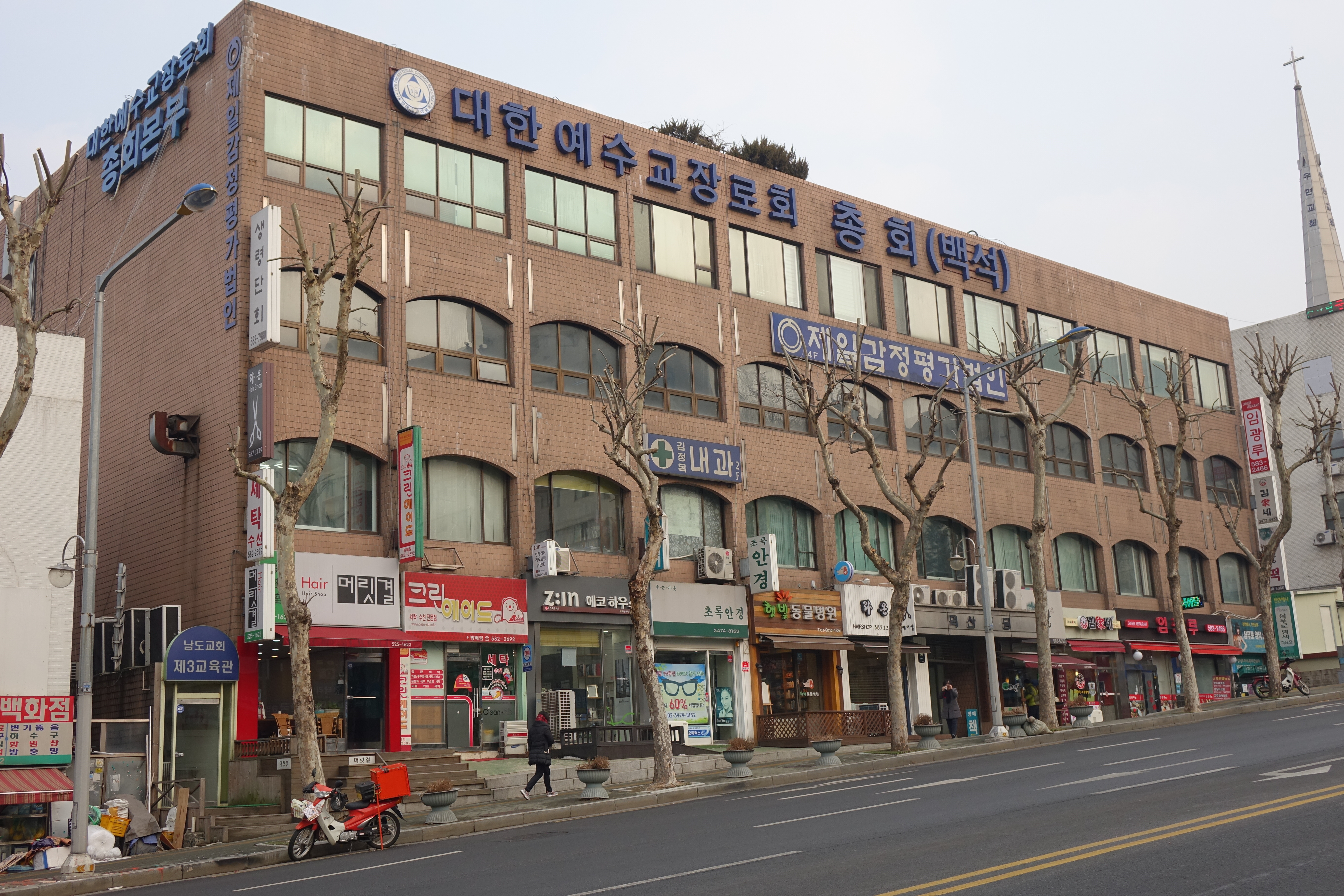
Sede da denominação.

Em 1980, um grupo dissidente da Igreja Presbiteriana na Coreia (HapDong) formou a Igreja Presbiteriana na Coreia (HapDongJinRi), também conhecida como Igreja Presbiteriana na Coreia (HapDongChungTong). Em 1982, a denominação se unir à Igreja Presbiteriana na Coreia (YunHap) e adotou o nome Igreja Presbiteriana na Coreia (HapDongJeongTong).
Em 1994, foi fundado um novo seminário da denominação, que posteriormente tornou-se a Universidade BaekSeok.
Em 2009, a denominação mudou de nome para Igreja Presbiteriana na Coreia (BaekSeok).
Em 2015, a Igreja Presbiteriana na Coreia (Daeshin) votou por seu unir à BaekSeok. Todavia, uma minoria da Daeshin decidiu por não se unir e deu continuidade a esta denominação. Simultaneamente, a maior parte das igrejas ingressou na BaekSeok.
Depois da recepção da maior parte das igrejas Daeshin, tornou-se a terceira maior denominação presbiteriana na Coreia do Sul, atrás apenas da Igreja Presbiteriana na Coreia (HapDong) e Igreja Presbiteriana na Coreia (TongHap).
Em 2019, tinha 1.507.547 membros, em 7.373 igrejas.
Nos anos seguintes, a denominações continuou absorvendo outras denominações menores e chegou a 9.725 igrejas e 2.000.037 membros, em setembro de 2023.

## Doutrina
A denominação é membro do Comunhão Mundial das Igrejas Reformadas e pratica a ordenação feminina. É, portanto, mais ecumênica que a Igreja Presbiteriana na Coreia (HapDong) e Igreja Presbiteriana na Coreia (Kosin). Todavia, é mais conservadora que a Igreja Presbiteriana na Coreia (TongHap), por se opor a crítica histórico-literária da Bíblia e não ser membro do Concílio Mundial das Igrejas ou do Conselho Nacional de Igrejas na Coreia.
Como as demais denominações presbiterianas, subscreve a Confissão de Fé de Westminster, Catecismo Maior de Westminster e Breve Catecismo de Westminster.

## Instituições de ensino
A denominação opera a Universidade BaekSeok, Universidade BaekSeok Cultural, Universidade BaekSeok de Artes, o Seminário Teológico BaekSeok e o Seminário Teológico Daejeon BaekSeok.